# Добив на нефт и природен газ
Добивът на нефт и природен газ е подотрасъл на добивната промишленост, извършващ производството на течни и газообразни въглеводороди, главно нефт и природен газ.
За разлика от останалите полезни изкопаеми, нефтът и природният газ не са твърди вещества, което дава възможност добивът им да се извършва със сондажи. За разлика от мините, сондажите могат да се изграждат и в морето, което позволява добивът на нефт и природен газ от континенталния шелф. Нефтът и природният газ се използват като гориво в енергетиката, а природният газ – и за отопление и битови нужди, както и като суровини за нефтопреработващата и други клонове на химическата промишленост, произвеждащи автомобилно гориво, пластмаси, изкуствени торове и други.